# Hợp Thành, thành phố Hòa Bình
Hợp Thành là một xã thuộc thành phố Hòa Bình, tỉnh Hòa Bình, Việt Nam.
Xã Hợp Thành có diện tích 18,25 km², dân số năm 1999 là 3.129 người, mật độ dân số đạt 171 người/km².